# Benzisotiazolinona
La benzisotiazolinona (BIT) es un compuesto orgánico con la fórmula C7H5NOS. Es un sólido blanco, estructuralmente relacionado con el isotiazol y forma parte de una clase de moléculas llamadas isotiazolinonas. El BIT se utiliza ampliamente como conservante y antimicrobiano.

## Uso
La benzisotiazolinona tiene un modo de acción microbicida y fungicida. Se utiliza ampliamente como conservante, por ejemplo en:
- pinturas de emulsión, masillas, barnices, adhesivos, tintas y soluciones de procesamiento fotográfico;
- productos de limpieza para el hogar y el cuidado del automóvil; detergentes para ropa, quitamanchas y suavizantes de telas;
- entornos industriales, por ejemplo, en soluciones de hilado y acabado de textiles, soluciones de procesamiento de cuero, conservación de pieles y cueros frescos de animales;
- agricultura en formulaciones de plaguicidas
- Perforación de gas y petróleo en lodos y preservación de fluidos de empaque.  : iv

En pinturas, se utiliza comúnmente solo o como mezcla con metilisotiazolinona. Las concentraciones típicas en los productos son de 200 a 400 ppm dependiendo del área de aplicación y la combinación con otros biocidas. Según un estudio realizado en Suiza, en el año 2000 el 19% de las pinturas, barnices y revestimientos contenían BIT. La fracción en adhesivos, selladores, yesos y rellenos se mostró en ese momento como 25%. Un estudio posterior de 2014 muestra un aumento drástico en el uso, hasta alcanzar el 95,8 % de las pinturas para el hogar.
Los productos de limpieza y otros productos de cuidado del hogar con alto contenido de agua se contaminan fácilmente con microorganismos, por lo que las isotiazolinonas se utilizan a menudo como conservantes en estos productos porque son buenos para combatir una amplia variedad de bacterias, hongos y levaduras.
Una investigación suiza descubrió que el BIT se utiliza en concentraciones entre 50 y 500 ppm en la tinta para tatuajes. Según las regulaciones de la UE y Suiza, el BIT no se puede utilizar en cosméticos. Sin embargo, está permitido en Estados Unidos y Canadá.

## Peligros para la salud
Con una dosis y duración suficientes, la exposición dérmica puede producir sensibilización de la piel y dermatitis alérgica de contacto y se clasifica como irritante para la piel y los ojos.  La baja masa molar del BIT le permite penetrar la epidermis y luego reaccionar con las macromoléculas de la piel, lo que provoca la irritación. La benzisotiazolinona también se ha relacionado con la dermatitis de contacto sistémica a través del contacto aéreo.
En 2012, el Comité Científico de Seguridad del Consumidor en Europa determinó que el potencial sensibilizante de la BIT es preocupante. La sensibilización a las isotiazolinonas relacionadas es un problema importante para los consumidores. Esto se debe a que los consumidores han estado expuestos antes de que se establecieran niveles seguros de exposición relevantes para la sensibilización. La benzisotiazolinona es un sensibilizante cutáneo en modelos animales con una potencia similar a la de la metilisotiazolinona. La metilisotiazolinona, a 100 ppm (0,01 %) en productos cosméticos, causa alergia y dermatitis alérgica de contacto en el consumidor. Se sabe que la benzisotiazolinona es un sensibilizante en humanos y ha inducido sensibilización a concentraciones de aproximadamente 20 ppm en guantes.
El dictamen añade: «No existe información sobre cuáles podrían ser los niveles seguros de exposición a la benzisotiazolinona en productos cosméticos desde el punto de vista de la sensibilización. Hasta que se establezcan niveles seguros de exposición, el uso de benzisotiazolinona en productos cosméticos como conservante o para otras funciones no puede considerarse seguro en relación con la sensibilización».
Más tarde, en 2013, investigadores publicaron un estudio que se propuso derivar la concentración más alta de BIT en ciertos productos de consumo que resultaría en exposiciones por debajo del Nivel de Inducción de Sensibilización No Esperada (NESIL); es decir, donde el uso normal produciría una dosis por debajo del nivel en el que podría ocurrir sensibilización de la piel. Los productos bajo consideración fueron protector solar, detergente para ropa, líquido lavavajillasy limpiador en aerosol; a modo de cálculo derivaron NESIL de BIT de 0.0075%, 0.035%, 0.035% y 0.021%, respectivamente. Luego realizaron un examen piloto a través del análisis de muestras a granel de un producto representativo de cada categoría etiquetada como que contenía BIT. Sus hallazgos mostraron que todas las concentraciones de BIT estaban muy por debajo del NESIL derivado, con 0.0009% y 0.0027% para protector solar y jabón para platos, respectivamente, y ninguna detección en los productos de detergente para ropa y limpiador en aerosol, lo que significa que la concentración estaba en o por debajo del límite de detección de 0.0006%.